# Новокрасненский сельсовет
Новокрасненский сельсовет — сельское поселение в Чистоозёрном районе Новосибирской области Российской Федерации.
Административный центр — село Новокрасное.

## История
Статус и границы сельского поселения установлены Законом Новосибирской области от 2 июня 2004 года № 200-ОЗ «О статусе и границах муниципальных образований Новосибирской области»

## Население
| 2002 | 2010 | 2012 | 2013 | 2014 | 2015 | 2016 |
| ---- | ---- | ---- | ---- | ---- | ---- | ---- |
| 800  | ↘628 | ↘614 | ↘590 | ↘565 | ↘544 | →544 |
| 2017 | 2018 | 2019 | 2020 | 2021 |      |      |
| ↘526 | ↘518 | ↘508 | ↘500 | ↘483 |      |      |

## Состав сельского поселения
| № | Населённый пункт | Тип населённого пункта       | Население |
| - | ---------------- | ---------------------------- | --------- |
| 1 | Новокрасное      | село, административный центр | ↘599      |
| 2 | Цветнополье      | деревня                      | ↘29       |